# Mustársügér
A mustársügér (Neolamprologus mustax) Afrikában őshonos, a bölcsőszájú halak családjába tartozó, díszhalként is tartott édesvízi halfaj.

## Megjelenése
A hím hossza 9 cm, a nőstény valamivel kisebb, 7 cm körüli. Általában fakó vagy élénkebb sárga, de populációi között jelentős színezetbeli különbségek lehetnek (variációi a Gombe, Chituta, Mbete, Mzwema vagy Sumbu - utóbbinak egész teste élénk narancsszínű). Kékesszürke, függőlegesen csíkozott variánsa is ismert. Színe és annak élénksége függ a környezetétől is, világos aljazatú akváriumban élénkebb, világosabb színű. A többi afrikai bölcsőszájú halhoz hasonlóan a hímek színezete élénkebb valamint homloka boltozatosabb.

## Előfordulása és életmódja
A mustársügér a kelet-afrikai Tanganyika-tó sekély, köves aljzatú, parthoz közeli részein él 5–30 m közötti mélységben, elsősorban a tó déli, zambiai szakaszán. Táplálékát különböző gerinctelenek, rákok, férgek alkotják. A nőstény sziklaüregek aljára rakja le 30-40 ikráját amit kikelésükig a hímmel közösen őriz, ezután a hímet elüldözi. Élettartama elérheti a 15 évet.

## Akváriumi tartása
Természetes élőhelyén a mustársügér a semlegesnél magasabb (8-8,5) pH-jú, 23-26 °C-os kemény vízhez szokott. Viszonylag nehezen tartható faj, a hímek agresszívan védik területüket, nem tűrik fajtársaikat a közelükben de a más fajhoz tartozó halakat tolerálják.